# 学問吟味
学問吟味（がくもんぎんみ）は、江戸時代後期から幕末まで、幕府が幕臣（旗本・御家人）とその子弟を対象に、昌平坂学問所において実施した学力試験。寛政の改革において人材登用の一環として導入され、受験者の朱子学に関する学識の多寡を主に問うた。
儒学を主要な科目とする点は中国などで行われた科挙と共通するが、学問吟味は科挙のような官吏登用試験ではなく、成績優秀でもただちに幕府高官への登用を約束されたわけではなかった。ただし、時代が下るにつれ成績優秀者が重職について活躍するようになり、幕末まで幕府の人材登用の機会として機能した。

## 概要
幕臣の教育振興と人材発掘を兼ねて、寛政の改革の一環として寛政4年（1792年）に初めて行われ、同6年（1794年）の第2回学問吟味において制度が整備され、以後、概ね3年に1度の頻度で実施されるようになり、慶応4年（1868年）までの間に19回実施された。試験の目的は、優秀者に褒美を与えて幕臣の間に好学の気風を行き渡らせることであったが、慣行として惣領や非職の者に対する役職登用が行われたことから、立身の糸口として勉強の動機付けの役割も果たした。第2回学問吟味においては、旗本では遠山景晋（のちに勘定奉行。遠山景元の父）、御目見以下では大田直次郎覃（南畝）や近藤重蔵らが受験し、優秀な成績で褒賞され、のちに重職についている。幕末においては、成績優秀者として、永井尚志、堀利煕、岩瀬忠震、柴田剛中、森田清行、塚原昌義、山口直毅、内田正雄などがおり、主に外国対応の役職に抜擢されて、活躍した。
初場（予備試験）と本試（本試験）に分かれ、「初場」で四書五経や小学の試験を行い、合格者が「本試」に進み、「経義科」「歴史科」「文章科」の試験を受け、試験は数日間にわたって行われた。「経義科」では指定された箇所の解釈と講義、「歴史科」では和解（漢文の和訳）や歴史上の政事や人物に関する問目（論評）、「文章科」では論・策（時事を論じ方策を述べる）が出題された。評価は、及第として、上から「甲科」「乙科」「丙科」、及び落第の4段階に総合評価され、甲科と乙科には、褒状と褒美の金品が、丙科には褒状のみが授与された。

## 素読吟味
幕臣の子弟に対する初級者向けの試験として「素読吟味（そどくぎんみ）」も実施された。昌平坂学問所において、毎年10月、15歳未満の年少者あるいは17歳から19歳までの子弟を対象として、担当の目付や大学頭、学問所の教授が列席する試験場で、四書五経の指定された箇所を音読するというもので、学問吟味同様、成績優秀者が褒賞された。

## 実施結果
| 回 | 年                 | 受験者数 | 及第者数           | 甲科               | 乙科               | 丙科               |
| -- | ------------------ | -------- | ------------------ | ------------------ | ------------------ | ------------------ |
| １ | 寛政4年（1792年）  | 280      | 成績発表、褒賞なし | 成績発表、褒賞なし | 成績発表、褒賞なし | 成績発表、褒賞なし |
| ２ | 寛政6年（1794年）  | 237      | 47(23)             | 5(4)               | 14(5)              | 28(14)             |
| ３ | 寛政9年（1797年）  | 249      | 35                 | 2(2)               | 21(17)             | 12                 |
| 4  | 寛政12年（1800年） |          | 48                 | 2(2)               | 25(18)             | 21                 |
| 5  | 享和3年（1803年）  |          | 55(36)             | 7(5)               | 22(13)             | 26(18)             |
| 6  | 文化3年（1806年）  |          | 64(37)             | 6(3)               | 25(14)             | 33(20)             |
| 7  | 文化15年（1818年） |          | 42(29)             | 3(2)               | 11(8)              | 28(18)             |
| 8  | 文政6年（1823年）  |          | 37                 | 5(3)               | 14(9)              | 18(15)             |
| 9  | 文政11年（1828年） |          | 35                 | 4(4)               | 11(10)             | 20(15)             |
| 10 | 天保4年（1833年）  |          | 18                 | 2(1)               | 6(4)               | 10                 |
| 11 | 天保9年（1838年）  |          | 30                 | 4(2)               | 9(7)               | 17                 |
| 12 | 天保14年（1843年） |          | 66                 | 5(3)               | 25(13)             | 36                 |
| 13 | 弘化5年（1848年）  |          | 56                 | 4(2)               | 22(15)             | 30                 |
| 14 | 嘉永6年（1853年）  | 200(116) | 75(46)             | 3(1)               | 35(24)             | 37(21)             |
| 15 | 安政3年（1856年）  |          | 107                | 4(1)               | 48(33)             | 55                 |
| 16 | 安政6年（1859年）  |          | 88                 | 4(2)               | 44(29)             | 40                 |
| 17 | 文久2年（1862年）  |          | 94                 | 3(1)               | 49(32)             | 42                 |
| 18 | 元治2年（1865年）  | 71       | 57(32)             | 3(2)               | 34(18)             | 20(12)             |
| 19 | 慶応4年（1868年）  | 54       | 成績発表、褒賞なし | 成績発表、褒賞なし | 成績発表、褒賞なし | 成績発表、褒賞なし |

※及第者数以降のカッコ内は、うち旗本の人数。空欄は未詳。出典：